# Buback (Unternehmen)
Buback ist ein Hamburger Independent-Label für Tonträger.

## Geschichte
Gegründet wurde das Musiklabel 1987 in einer Wohngemeinschaft in Hamburg-Altona. Gründungsväter waren Ale Dumbsky und Ted Gaier von der Band Die Goldenen Zitronen. Der Name des Labels bezieht sich auf den 1977 von der RAF ermordeten Generalbundesanwalt Siegfried Buback.
Die Platten der Band verkauften sich überraschend gut, und so konnte Buback das erste Album der Punkband Angeschissen produzieren. Nachdem anfangs vornehmlich Punk auf dem Programm von Buback stand, kamen später auch Reggae- und Jazz-Veröffentlichungen hinzu. Das Label wird der frühen Zeit der Hamburger Schule zugerechnet.
1993 machte der Buback-Sampler Kill the Nation with a Groove mit einer Mischung aus Hip-Hop-, Jazz- und Punk-Tracks das Label in Hamburg bekannt. Unter anderem war auf dem Sampler das Debüt der Hamburger Hip-Hop/Rap-Crew Absolute Beginner vertreten. Von da an konzentrierte sich Buback vor allem auf Hip-Hop. Ein noch im selben Jahr veranstalteter Hip-Hop-Jam war sofort ausverkauft. Ebenfalls seit 1993 findet der Buback-Weihnachtsjam statt.
In den darauffolgenden Jahren gab es weitere Events, vornehmlich im Bereich Hip Hop. 1994 zog das Label von der Altonaer Wohngemeinschaft in das Hamburger Schanzenviertel um. Im gleichen Jahr wurde der Ableger Sempex-Musikverlag gegründet, der sich seither um die Promotion der Künstler kümmert. 1995 trug Buback zur Hamburger Reggae-Welle bei, und Absolute Beginner veröffentlichten ihr erstes Album auf dem Label.
Der große Durchbruch in Deutschland kam für Buback im Jahre 1998 mit dem Album Bambule der Absoluten Beginner, das deutschlandweit einen großen Chart-Erfolg feierte und mit mehr als 250.000 verkauften Exemplaren Goldstatus erlangte. Ebenfalls 1998 starteten Doppelkopf und die Formation Dynamite Deluxe, die weitere Erfolge im Bereich Hip Hop einbrachten. Buback expandierte weiter und zog im Sommer 2000 in ein größeres Büro.
2001 erschien auf Buback das Album Searching for the Jan Soul Rebels von Jan Delay. Es folgten von Die Goldenen Zitronen 2002 Schafott zum Fahrstuhl und 2003 das Best-Of-Album Aussage gegen Aussage. Im Jahre 2005 übernahm der Künstler Daniel Richter das Label. Die Mitarbeiter Thorsten Seif und Friederike Meyer wurden Geschäftsführer. Ale Dumbsky widmet sich seitdem nur noch dem Musikverlag Sempex. Nach Alben von JaKönigJa, Main Concept, Adolf Noise, Die Türen und Die Goldenen Zitronen kam 2006 das hochgelobte Funkalbum Mercedes-Dance von Jan Delay. Es folgten im selben Jahr Veröffentlichungen von The Broken Beats, Zwanie Jonson, Tocotronic und 3 Normal Beatles. Neu bei Buback Tonträger ist die Avantgarde-Band F. S. K., deren Album Freiwillige Selbstkontrolle im Februar 2008 veröffentlicht wurde.
Am 7. Juni 2018 feierte das Label sein 30-jähriges Jubiläum im Hamburger Musikclub Uebel & Gefährlich. Neben den 800 Gästen traten unter anderem Künstler wie Jan Delay, Denyo und Samy Deluxe, Torch (Rapper), Jochen Distelmeyer, Die Goldenen Zitronen, Schnipo Schranke, JaKönigJa, Zugezogen Maskulin und Kristof Schreuf bei dem Jubiläumskonzert auf.

## Künstler
- 1000 Robota
- Angeschissen
- Asio Kids
- Beginner
- Bipolar Feminin
- Blainbieter
- Blue Eyes
- Blumen am Arsch der Hölle
- The Broken Beats
- Brüllen
- C³i
- Cora E. + Marius No.1
- D-Flame
- Dagobert
- Deichkind
- Denyo
- DI Iries
- DJ Koze (aka Adolf Noise)
- Dub Me Ruff
- Dynamite Deluxe
- Elbcore
- Eugen
- Eversex
- First Things First
- Fiva & DJ Radrum
- Fox Force 5
- F. S. K. (Freiwillige Selbstkontrolle)
- Die Goldenen Zitronen
- Huah!
- Human Punx
- JaKönigJa
- Jan Delay
- Je + Ill
- Jimi Siebels
- Kill the Nation with a Groove
- Kissogram
- Köb
- Die Krähen
- Kreisky
- Kristof Schreuf
- L’Amerique
- Les Robespierres
- Las Vegas
- LSD Proton
- Naked Navy
- Main Concept
- Das Moor
- Namusoke
- No Remorze
- Patrice
- Ragazzi
- Readykill
- Schnipo Schranke
- Sookee
- Sol
- Sound Navigator
- Sitcom Warriors
- Die Stars
- S.Y.P.H.
- Tigerbeat
- Tisch 5
- Tocotronic
- Die Türen
- Weep Not Child
- Zugezogen Maskulin